# Carey Wilson
Carey Wilson (ur. 19 maja 1889, zm. 1 lutego 1962) – amerykański scenarzysta filmowy, aktor głosowy i producent. Był także członkiem założycielem Amerykańskiej Akademii Sztuki i Wiedzy Filmowej.